# Шерре-О
Шерре-О (фр. Cherré-Au) — муніципалітет у Франції, у регіоні Пеї-де-ла-Луар, департамент Сарта. Шерре-О утворено 1 січня 2019 року шляхом злиття муніципалітетів Шерре i Шерро. Адміністративним центром муніципалітету є Шерре. Населення — 2735 осіб (01.01.2021).